# Tõnu Trubetsky
Tõnu Trubetsky, vystupující též pod pseudonymem Tony Blackplait (* 24. dubna 1963 Tallinn) je estonský zpěvák, spisovatel, filmař a politik. V roce 1984 založil punkovou skupinu Vennaskond, jejímž zpěvákem se stal. Vydal i několik alb mimo Vennaskond, zejména s kapelou The Flowers of Romance. Roku 1989 vydal první sbírku básní, později přidal i prózu. V roce 1998 se začal věnovat filmové režii, natočil několik nezávislých filmů a videoklipů. V několika filmech se objevil též jako herec. Od 80. let se hlásil hlavně k anarchismu, po roce 2000 se stal členem estonské Strany zelených a kandidoval za ni dvakrát do europarlamentu (2007, 2009). V roce 2010 ji však opustil a vstoupil do středové Estonské strany středu.

### Poezie
- Pogo (1989)
- Anarhia (1994)
- Trubetsky (2000)

### Próza
- Inglid ja kangelased (1992)
- Daam sinises (1994)
- Mina ja George (1996)
- Inglid ja kangelased (2002)
- Susi jutud (2007)
- «Hukkunud Alpinisti» hotelli müsteerium (2013)

### Publicistika
- Anarhistid. Anarhia agendid. Maailmarevolutsiooni prelüüd. Anarhistliku liikumise ajalugu (2003)
- Eesti punk 1976–1990. Anarhia ENSV-s (2009)
- Eesti punk 1972–1990. Haaknõela külm helk (2012)

## Diskografie

### S Vennaskond
- Ltn. Schmidt'i pojad (1991)
- Rockipiraadid (1992)
- Usk. Lootus. Armastus (1993)
- Vaenlane ei maga (1993)
- Võluri tagasitulek (1994)
- Inglid ja kangelased (1995)
- Mina ja George (1996)
- Reis Kuule (1997)
- Warszawianka (1999)
- Ma armastan Ameerikat (2001)
- News from Nowhere (2001)
- Subway (2003)
- Rīgas Kaos (2005)
- Anarhia agentuur (2011)
- Linn Süütab Tuled (2014)
- Rockpiraadid (2014)
- Vaenlane Ei Maga (2014)
- Võluri Tagasitulek (2014)
- For Anarchists Resistance (2016)

### S Vürst Trubetsky & J. M. K. E
- Rotipüüdja (2000)

### S The Flowers of Romance
- Sue Catwoman (2004)
- Paris (2006)

## Filmografie

### Režijní
- Millennium (1998)
- Ma armastan Ameerikat (2001)
- Sügis Ida-Euroopas (2004)
- New York (2006)
- Pirates of Destiny (2007)

### Herecká
- Serenade (1987)
- The Sweet Planet (1987)
- War (1987)
- Hysteria (1992)
- Moguchi (2004)
- Punklaulupidu (2008)